# Tordis Maurstad
Tordis Elfrida Witzøe Maurstad, född den 24 december 1901 i Kristiansund, död den 10 januari 1997 i Oslo, var en norsk skådespelerska. Hon var gift två gånger, först 1925–1943 med Alfred Maurstad och därefter från 1949 med Helge Krog till hans död 1962. Hon är mor till skådespelaren Toralv Maurstad.
Hon debuterade 1923 som Sara i Johan Falkbergets Fjellsjøheidningen vid Edvard Drabløs teaterturné på Flisa. Under praktiskt taget hela sin karriär tillhörde hon Det Norske Teatret, där hon hade stor betydelse som en av ensemblens mest särpräglade skådespelare i en krävande repertoar.
Bland hennes många roller märks Evelinde och Helga i Arne Garborgs Læraren, titelrollerna i Eugene O'Neills Anna Christie, August Strindbergs Fröken Julie och Federico García Lorcas Yerma, fru Stordal i Cora Sandels Kranes konditori, Alice i Strindbergs Dödsdansen, Mary Tyrone i O'Neills Lång dags färd mot natt (Kritikerpriset 1962) och fru Alving i Ibsens Gengångare – den sistnämnda även i tv.
Hon visade en speciell lyhördhet för stämningarna i Anton Tjechovs skådespel, som Sonja i Onkel Vanja, Masja i Tre systrar, Arkadina i Måsen och godsägarfrun i Körsbärsträdgården. Vidare tolkade hon Antigone och Medea ur antikens dramatik och Shakespeares Rosalinde och Olivia i renässansens. I den moderna nynorska dramatiken av Tore Ørjasæter, Tarjei Vesaas och Aslaug Vaa var hon en inkännande psykolog med människokännedom och poetiskt gehör.
Maurstad spelade även i en handfull filmer.

## Filmografi
- 1934 – Liv
- 1935 – Samhold må til (kortfilm)
- 1940 – Godvakker-Maren
- 1962 – Gengangere (TV-film)
- 1969 – Frøken Rosita (TV-film)
- 1970 – Song of Norway
- 1977 – Kattelek